# Murti

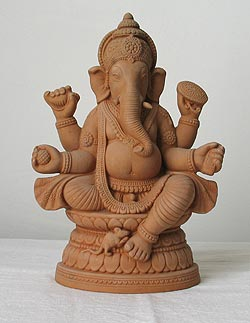
Ganesha representado como un murti.

En el marco del hinduismo, un mūrti (en letra devanagari: मूर्ति) suele referirse al icono, retrato, pintura o escultura en el que se manifiesta (murta) alguna deidad.
El hinduismo considera un murti digno de culto cuando se ha invocado a la divinidad sobre él con el propósito de ofrecerle veneración.
Así, hinduistas y algunos grupos en el budismo mahāyāna miran al murti durante el culto como un foco de devoción y meditación. Ya textos medievales como el Pañcaratra recomendaban el ritual de puya para convertir una imagen en un icono de devoción.
A veces los murtis son abstractos[cita requerida] pero por lo general se suele venerar a deidades conocidas y populares, como el dios Rama, la diosa Kali, el dios Ganesha, etc.
Los murtis suelen hacerse siguiendo las prescripciones de los Śilpa Śāstras.
Las prácticas devocionales (bhakti), centradas en el cultivo de una unión en el amor con un dios particular incluyen la veneración de murtis, aunque algunas ramas hindúes como el Aria Samash, rechazan el culto a las imágenes.
Se dice que la presencia de murtis en templos hindúes provee de una manera mística de comunicación con los devátas (dioses).
Siguiendo las palabras del satguru Shivaia Subramaniya Swami: «Esta comunicación es similar a la habilidad de comunicarte por teléfono. Uno no le habla al teléfono, sino que el teléfono es una vía para conectar con otra persona. Sin el teléfono no es posible tener una conversación a distancia. De la misma manera, sin la imagen santificada no es posible hablar fácilmente con una deidad».